# Adam Stocki
Adam Stocki (1. listopadu 1821 Ponykva – ???) byl rakouský politik ukrajinské národnosti z Haliče, v 60. letech 19. století poslanec rakouské Říšské rady.

## Biografie
V 60. letech se s obnovou ústavního systému vlády zapojil do vysoké politiky. V zemských volbách byl zvolen na Haličský zemský sněm, kde zastupoval kurii venkovských obcí, obvod Lopatyn.
Působil také coby poslanec Říšské rady (celostátního parlamentu Rakouského císařství), kam ho delegoval Haličský zemský sněm roku 1861 (Říšská rada tehdy ještě byla volena nepřímo, coby sbor delegátů zemských sněmů). 2. května 1861 složil slib. V rejstříku poslanců pro zasedání Říšské rady od roku 1863 již není uveden.
V době svého parlamentního působení se uvádí jako Adam Stocki, majitel hospodářství v obci Ponykva (Ponikwa Wielka).